# Perdita consobrina
Perdita consobrina är en biart som beskrevs av Timberlake 1928. Perdita consobrina ingår i släktet Perdita och familjen grävbin. Inga underarter finns listade i Catalogue of Life.